# 問責行動
問責行動是1993年7月25日至31日期間，以色列军队对黎巴嫩真主党发动的軍事行動。  期間以色列轰炸了南黎巴嫩数千所房屋和建筑，导致30万至40万南黎巴嫩平民从流离失所，至少有15万人逃到貝魯特。 後來交戰双方达成了口头停火协议。